# 고려구락부
고려구락부(高麗俱樂部)는 일제강점기에 존재했던 축구단이다. 과거 일제강점기의 여러 대회에서 활동했으나, 1931년 9월 12일에 일제의 경찰로부터 고려구락부가 치안을 방해할 강능성이 있다며 해체 명령을 내렸고 당시 아무런 문제를 일으키지 않았음에도 결국 고려구락부는 해체되게 된다.

## 대회 기록
- 전조선축구대회
  - 준우승 ● (1): (1925)

## 참고 자료
- 전조선축구대회 역대 결과-대한축구협회 웹사이트
- 大韓蹴球協會 편 『韓國蹴球百年史』라사라, 1986.
- 대한민국 스포츠 100년(22) 우승팀 못가린 창설 축구대회